# ホレート
ホレート （Phorate） は、無色または黄色を帯びた独特な臭気を放つ液体で、農薬や殺虫剤に用いられる。2008年2月20日に、中国製の冷凍食品から検出されたことが判明。

## 使用
日本国内では過去に農薬として登録されたことは一度も無いものの、使用は禁止されている。

## 毒性
毒性は非常に強く、吸入、経口、皮膚や眼などの接触で体内に吸収され、アセチルコリンエステラーゼの働きを阻害し、中枢神経系に影響を及ぼす。吸入では痙攣、息苦しさ、縮瞳、筋痙攣、発汗、唾液分泌過多を、経口、皮膚や眼などの接触では前者の症状に加え胃痙攣、下痢、嘔吐を引き起こし、最悪の場合は死に至る。残留性も強く、生殖器や胎児にも影響が及ぶ可能性がある。
また、鳥類、ミツバチ、特に水生生物に対して毒性が強く、前述のように残留性も非常に強いので環境に悪影響を及ぼす。
可燃性で、熱さえあれば分解し、リン酸化物やイオウ酸化物などのフュームを生じ非常に危険である。

## 中毒の予防
取り扱う際は呼吸用保護具、防護手袋、防護服、安全ゴーグル、有機ガス用フィルター付きマスクを着用して吸入を防ぎ、眼、粘膜、皮膚との接触、または高温、スパーク、火気を避けなければならない。